# Escape
"Escape" er en sang af thrash metal-bandet Metallica. Denne sang er fra deres andet album Ride the Lightning fra 1984.
Baggrundsstøjen i slutningen af sangen er fra fængselssirener og er i baggrunden for at illustrere flugten (the escape). Sangen handler om en frisluppet indsat i et fængsel på flugt, hvilket også kan tolkes som at flygte fra alting og gøre nøjagtigt som du har lyst.
Denne sang har aldrig været spillet live af Metallica nogensinde. Rygter siger at bandet under indspilningen blev bedt om at lave en radiovenlig sang. James Hetfield hadede sangen så meget og ønskede aldrig mere han skulle spille den.